# Стоян Мариовчето
Стоян Мариовчето е български революционер, деец Вътрешната македоно-одринска революционна организация. Към 1908 година е прилепски районен войвода на Малко Мариово.